# Abdullah al-Ahdal
Abdullah al-Ahdal (Abdullah Muhammad al-Ahdal) est un imam saoudien et directeur de la Grande mosquée de Bruxelles né à Hadidi, en Arabie saoudite, en 1952.
Ce Saoudien sunnite de 36 ans est assassiné le 29 mars 1989 sur son lieu de travail. À ses côtés, gît le cadavre de Salem el Behir, 41 ans, bibliothécaire du Centre islamique lié à la mosquée. 
L'attentat est revendiqué par un groupe libanais pro-iranien.

## Double assassinat
Le 29 mars 1989, un homme armé pénètre dans la mosquée et abat Abdallah al-Ahdal, imam sunnite de 36 ans connu pour sa modération, alors qu'il était le directeur de la Grande mosquée de Bruxelles,. Son assassinat est revendiqué par un groupe libanais pro-iranien, Les Soldats du droit ("Jund al-Haqq") qui l'accuse d'avoir prôné la modération et rejeté la fatwa de mort à l'encontre de Salman Rushdie pour son livre Les Versets sataniques. Il a été tué en compagnie du musulman d'origine tunisienne Salem el-Beher, bibliothécaire de la mosquée. Des doutes persistent sur cette thèse car l'imam avait reçu bien avant son rejet de la fatwa des menaces de mort à cause de ses prêches sur la possibilité de faire cohabiter les différentes religions avec l'Islam.[réf. nécessaire]
En 2008, Abdelkader Belliraj est arrêté au Maroc dans le cadre d’un dossier de terrorisme. Il avoue être à l’origine des assassinats. Il affirme avoir agi pour le compte du groupe Abu Nidal et ensuite avoir été engagé comme informateur par la Sûreté de l’État en Belgique. Plus tard, Belliraj déclare que ces aveux ont été obtenus sous la torture. Sans preuve, l'affaire est finalement prescrite.

## Succession
Le successeur d'Abdullah al-Ahdal est M. Samir Al-Rahdi, théologien de formation âgé d'une cinquantaine d'années, l'ancien professeur de l'imam assassiné.